# 拉沙佩勒叙谢济
拉沙佩勒叙谢济（法語：La Chapelle-sur-Chézy，法語發音：[la ʃapɛl syʁ ʃezi]，意为“谢济上方的拉沙佩勒”）是法国上法蘭西大區埃纳省的一个市镇，属于蒂耶里堡区。

## 地名
与通常在法语地名中表示“在……河畔”之意的“sur”不同，该地名“La Chapelle-sur-Chézy”中的“sur”意为“在……上方”，表示名为拉沙佩勒（La Chapelle）的该地与谢济（Chézy）的位置关系，并以“谢济上方的拉沙佩勒”之名区分其他的“拉沙佩勒”，且事实上在该地附近也并无“谢济河”存在。

## 地理
拉沙佩勒叙谢济（48°56'44"N, 3°22'38"E）面积7.9 平方千米，位于法国上法蘭西大區埃纳省，该省份为法国北部内陆省份，北起北部省，西接索姆省和瓦兹省，东临阿登省和马恩省，西南至塞纳-马恩省，东北部与比利时接壤。
与拉沙佩勒叙谢济接壤的市镇（或旧市镇、城区）包括：马恩河畔谢济、埃西斯、蒙福孔、诺让拉托、维耶勒迈松。
拉沙佩勒叙谢济的时区为UTC+01:00、UTC+02:00（夏令时）。

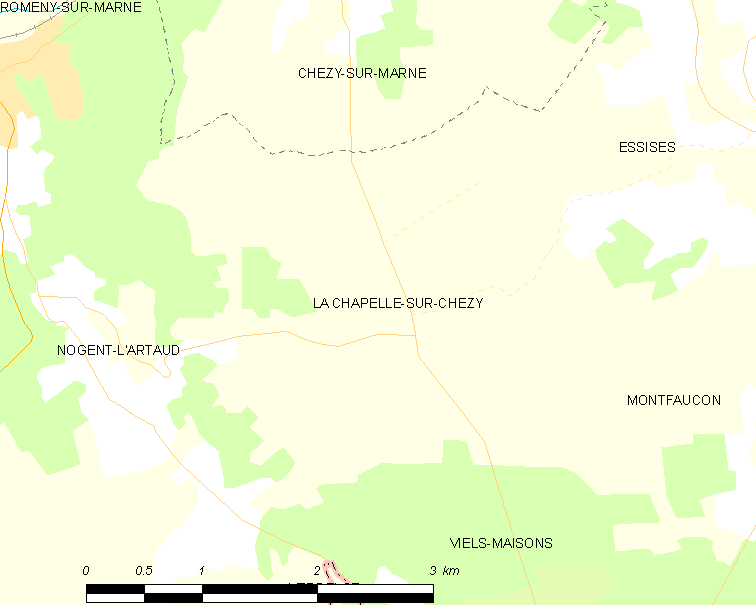
拉沙佩勒叙谢济的OSM定位图

## 行政
拉沙佩勒叙谢济的邮政编码为02570，INSEE市镇编码为02162。

## 政治
拉沙佩勒叙谢济所属的省级选区为马恩河畔埃索姆县。

## 人口

1962-2008年间拉沙佩勒叙谢济人口变化图示

拉沙佩勒叙谢济于2022年1月1日时的人口数量为299人。